# 小宅女王
小宅女王（おやけじょおう、生没年不明）は、奈良時代の皇族。父は三原王、母は不明。兄弟に和気王などがいる。小家女王とも。伊勢斎宮。

## 経歴
天平勝宝元年（749年）9月6日に斎王（斎宮）に卜定され、翌天平勝宝2年（750年）に伊勢へ群行した。2年後の天平勝宝4年（752年）7月10日に父の三原王が亡くなったため、わずか3年で退下した。都へ戻ってからは前斎宮として優雅に暮らしたとされるが、すでに父という後ろ盾を失くしていたことで、当時の政治的混乱に巻き込まれなかったことがその理由と考えられる。
一説によると、宝亀3年（772年）10月に菅生王が姦通し、除籍処分を受けたとされる小家内親王とは、彼女のことではないか、とされる。ただし、小宅女王が斎宮だった時期は孝謙朝であり、また三原王の娘が内親王となるなど、疑問は残る。安田政彦は宝亀3年10月時点で内親王を名乗れるのは光仁天皇の姉妹か息女に限られるため、天皇の近親者がこの事件の影響で記録を消されたのではないか（本項の小宅女王とは別人）と推測している。

## 血縁
- 父：三原王（天武天皇の孫）
- 母：不明
- 兄弟姉妹：和気王、丹波王、山口王、長津王、小倉王、石浦王、弓削女王